# 梧州近代建筑群
梧州近代建筑群，位于中国广西壮族自治区梧州市万秀区，为一个全国重点文物保护单位，类型为近现代重要史迹及代表性建筑，为第六批广西壮族自治区文物保护单位，公布时间为2013年5月。
梧州近代建筑群的历史年代为清至民国。
梧州近代建筑群包含的七处建筑名称及地址如下：
| 名称             | 地址                             |
| ---------------- | -------------------------------- |
| 梧州海关旧址     | 西江三路5号（原梧州地委大院内）  |
| 美孚石油公司旧址 | 西江四路5号                      |
| 英领事署旧址     | 梧州市河滨公园的白鹤岗上（珠山） |
| 思达医院旧址     | 工人医院住院楼                   |
| 梧州邮局旧址     | 大东上路55号                     |
| 新西酒店         | 西江一路14号                     |
| 天主教堂         | 民主路维新里25号                 |